# Universiteit van Dowaai
De Universiteit van Dowaai (Frans: Université de Douai) was een universiteit in de Franse stad Dowaai (Douai), die in 1559 werd gesticht door Filips II.

## Geschiedenis

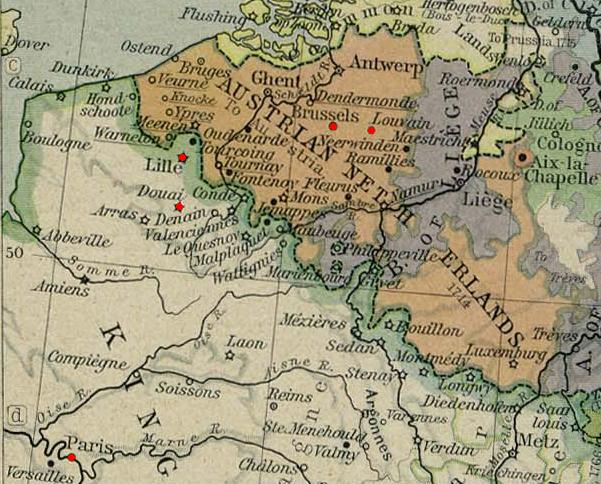
Kaart (1786)

### Oprichting
Als onderdeel van een algemeen programma van consolidatie van de Spaanse Nederlanden in de periode 1560-1562 stichtte Filips II, koning van Spanje een universiteit te Dowaai. In zeker opzicht was het een zusteruniversiteit van de Universiteit van Leuven die gesticht was in 1425. De stichting werd bevestigd door een bul van paus Paulus IV op 31 juli 1559, bevestigd door paus Pius IV op 6 januari 1560. De patentbrief van Filips II, gedateerd 19 januari 1561, gaf toestemming om vijf faculteiten op te richten: theologie, canoniek recht, burgerlijk recht, geneeskunde en de zeven vrije kunsten. De officiële opening gebeurde op 5 oktober 1562 met een openbare processie van het gezegend sacrament en een preek door François Richardot, bisschop van Atrecht (Arras).
Uit recent onderzoek blijkt dat de universiteit van Dowaai een uitzonderlijk belangrijk instituut was in de 16e eeuw. Verder onderzoek probeert een reconstructie te brengen van alle aspecten zoals een prosopografie van de professors en studenten, vooral gedurende de Habsburgse periode.

### Engelse deelname
De universiteit werd gevormd naar het Leuvens model. Het merendeel van de eerste professors te Dowaai kwam van Leuven. Er was echter ook een grote Engelse invloed. Verschillende kernfuncties werden door Engelsen waargenomen, vooral van de Universiteit van Oxford. De eerste chancellor was Dr. Richard Smith (1500-1563), die voordien Regius professor theologie was te Oxford. De Regius professor canoniek recht te Dowaai was Dr. Owen Lewis, die dezelfde functie bekleedde te Oxford.
De oprichting van de universiteit van Dowaai viel samen met de aanwezigheid van een groot aantal Engelse katholieken in de stad. Ze waren uitgeweken naar het vasteland na de troonsbestijging van Elisabeth I en de herinvoering van het protestantisme in Engeland. Dit was voor William Allen de aanleiding om een seminarie voor Engelse katholieke priesters op te richten in Dowaai. Ze werden opgeleid in Dowaai en vervolgens teruggezonden naar Engeland. Het was in het Engels College te Dowaai dat de Engelse vertaling van de Bijbel, bekend als de Douay-Rheims-versie, in 1609 voltooid werd. De eerste Engelse katholieke bijbel die het Rheims Nieuw Testament en het Douay Oud Testament in één volume bevatte werd pas in 1764 gedrukt.
Het stadje was een centrum van katholiek leven. Naast de universiteit was er niet alleen het Engels College, maar ook de Ierse en Schotse colleges. Er waren de Benedictijnse en Franciscaanse huizen. De Benedictijnen richtten een college op te Dowaai, gesticht door Augustine Bradshaw.

### Hoogtepunt
Een van de beroemdheden verbonden aan de universiteit was Estius (Willem Hessels van Est) (1542-1613), een commentator van de brieven van Paulus. Hij had gestudeerd te Utrecht en verbleef twintig jaar te Leuven. In 1580 werd hij doctor in de theologie. In 1582 werd hij professor in de theologie te Dowaai. Hij zou de positie 31 jaar lang bekleden.

### Verval
De universiteit werd opgedoekt tijdens de Franse Revolutie en de bibliotheek werd overgebracht naar de Bibliothèque Municipale (gesticht door Lodewijk XV in 1767). Ook de collectie van het Jezuïetencollege van Anchin vond er een onderkomen. Een groot deel van deze collecties werd echter vernietigd door een brand die het gevolg was van een bombardement op 11 augustus 1944.

### Heropleving
In 1887 werd een instelling met de naam Universiteit van Dowaai overgeplaatst naar Rijsel. De huidige universiteiten Lille 1, Lille 2 en Lille 3 (Université Lille Nord de France) beschouwen zich allemaal als opvolgers van de Universiteit van Dowaai van Filips II.